# Oppo R1
Oppo R1 è uno smartphone di fascia media con a bordo Android Jelly Bean 4.1.2 di serie e venduto inizialmente a un prezzo di circa 300€ nelle colorazioni White/Gold e Black.

## Descrizione
Oppo R1 punta soprattutto a colpire l'utente attraverso un innovativo sensore fotografico capace di scattare buone foto in notturna e non rinuncia alla sensazione di smartphone premium con materiali come il retro in vetro, solitamente solo a bordo degli smartphone top di gamma.
Lato hardware monta un MediaTek MT6582 quad-core e possiede 1 GB di memoria RAM, mentre la memoria di sistema è di 16 GB e non espandibile.